# Isla del Caño
Isla del Caño – niewielka zalesiona wyspa położona u wybrzeży Kostaryki na Oceanie Spokojnym oddalona 20 km na północny zachód od półwyspu Osa, należąca do prowincji Puntarenas. W całości tworzy rezerwat Isla del Caño utworzony w 1978.

## Geografia
Wyspa powstała około 40-50 mln lat temu w rezultacie wpychania płyty kokosowej pod płytę karaibską. Zajmuje powierzchnię 326 ha (3,26 km²) posiadając piaszczyste plaże, których część znika podczas przypływów oraz klify, z najwyższym punktem sięgającym 123 m n.p.m.

## Historia
Wyspa ma szczególne znaczenie archeologiczne, z uwagi na wykorzystywanie jej przez prekolumbijskich mieszkańców jako cmentarz. Do cennych znalezisk należą kamienne kule rzeźbione przez wczesnych osadników.

### Kamienne kule
Kamienne kule można znaleźć w różnych miejscach całej Kostaryki, większość  z nich znaleziono w delcie rzeki Diquis. Ich rozmiar waha się od kilka centymetrów do nawet dwóch metrów średnicy z czego największa ma 2,4 m średnicy i wagę 16 ton. Większość znalezionych kul wykonana jest z granodiorytu. Najwcześniejsze doniesienia o znaleziskach pochodzą z końca XIX wieku, natomiast na podstawie badań ustalono, że kule zaczęto produkować około 200 roku p.n.e. z czego najwięcej powstało po 1000 roku n.e.

## Fauna i flora
Fauna wyspy ogranicza się do owadów takich jak pszczoły czy motyle, można również natrafić na płazy lub gady w tym na boa dusiciela oraz kolonie ptaków wędrownych. Wyspa zawiera prawie 158 gatunków roślin telomowych i paproci, z drzew i krzewów można natrafić na rośliny należące do kauczukodajnych oraz drzewa kakowca. Obszerne wulkaniczne formacje skalne stanowią podstawę do kolonii koralowych, które z kolei stanowią schronienie dla mięczaków, skorupiaków i różnych gatunków ryb.
Życie morskie jest zdecydowanie bardziej zróżnicowanie i obejmuje między innymi delfiny, trzy gatunki żółwi morskich, manty, płaszczki, mureny, tuńczyki, barakudy oraz takie gatunki jak globicephala czy belenowate.

## Turystyka
Dzięki różnorodności wodnych gatunków, krystalicznie czystej wodzie i występowaniu raf koralowych wyspa ceniona jest przez nurków i osoby uprawiające snorkeling. Niemniej z uwagi na charakter wyspy nurkowanie wokół niej jest regulowane prawem i pod wodę może zejść maksymalnie 10 osób w tym samym czasie.